# ميخائيل جاربر
ميخائيل جاربر هو محامي كندي، ولد في 1892، وتوفي في 1977.